# Viskuit

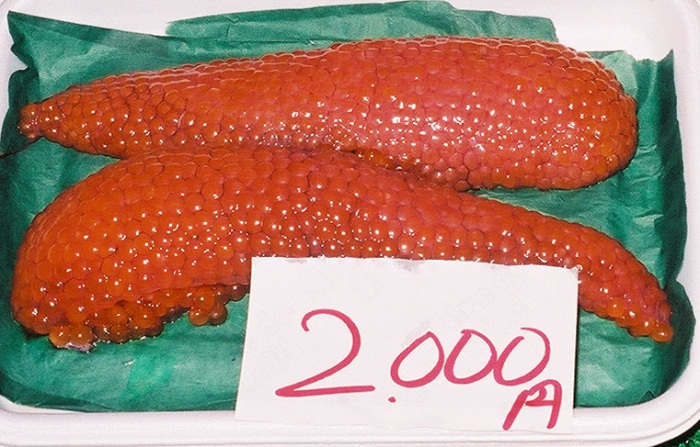
Kuit van de zalm op een Japanse markt

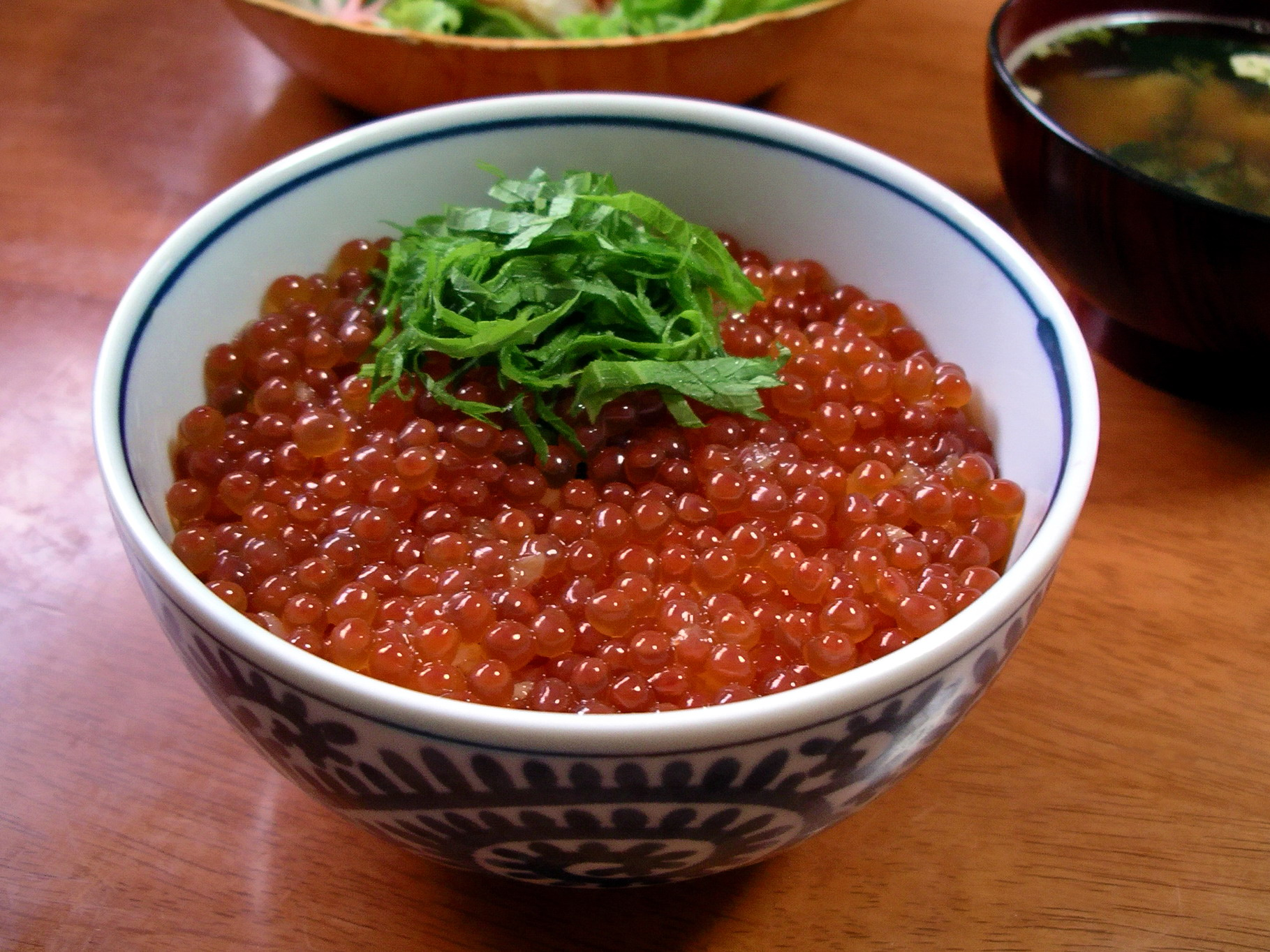
Zalmeitjes bovenop rijst

Viskuit zijn de volledig rijpe eieren van een vis, die nog in de eierstokken zitten. De onbevruchte viskuit van de steur wordt gebruikt voor kaviaar.
Na een paringsdans schiet het vrouwtje kuit (legt de eitjes), waarna het mannetje de hom (sperma) over de eitjes spuit. Er zijn vissoorten die de eitjes vrij in het water loslaten, maar ook zijn er soorten die een kuil(tje) in de bodem maken en daar de eitjes in leggen. Bij de Atlantische zalm kan deze wel 2 m breed zijn.
In Japan wordt kuit gegeten van:
- Haring
- Koolvis
- Vliegende vis
- Zalm

In Iran wordt ook kuit van de karper gegeten.
Een bekend voorgerecht in Griekenland (Taramosalata) en Turkije (Tarama) wordt gemaakt met viskuit, oorspronkelijk van de karper, tegenwoordig van kabeljauw en andere vissoorten. De kuit wordt dan roze gekleurd met kleurstof.
In Roemenië wordt kuit (icre) gegeten van onder andere karper en snoek. Het wordt bewerkt in een salade (salata de icre), bijna op dezelfde wijze als de eerder genoemde Griekse taramosalata.

## Imitatieviskuit
Imitatieviskuit wordt bereid op basis van zeewier. Het bestaat voor ongeveer 85% uit zeewier en zeewierextracten; verder worden er kleurstoffen, zoetstoffen, antioxidanten en stabilisatoren aan toegevoegd. De Europese Commissie heeft vastgesteld welke additieven in imitatieviskuit op basis van zeewier gebruikt mogen worden.